# Heteroctenia fimbripunctata
Heteroctenia fimbripunctata är en fjärilsart som beskrevs av Paul Dognin 1912. Heteroctenia fimbripunctata ingår i släktet Heteroctenia och familjen mätare. Inga underarter finns listade i Catalogue of Life.